# Donggou (sockenhuvudort i Kina, Qinghai Sheng, lat 35,90, long 101,51)
Donggou (kinesiska: 东沟, 周屯, 东沟乡) är en sockenhuvudort i Kina. Den ligger i provinsen Qinghai, i den nordvästra delen av landet, omkring 84 kilometer söder om provinshuvudstaden Xining. Antalet invånare är 20 075. Befolkningen består av 9 488 kvinnor och 10 587 män. Barn under 15 år utgör 21,0 %, vuxna 15-64 år 73 %, och äldre över 65 år 5,0 %.
Runt Donggou är det ganska glesbefolkat, med 29 invånare per kvadratkilometer. Donggou är det största samhället i trakten. Trakten runt Donggou består i huvudsak av gräsmarker.
Genomsnittlig årsnederbörd är 514 millimeter. Den regnigaste månaden är juli, med i genomsnitt 120 mm nederbörd, och den torraste är december, med 2 mm nederbörd.